# Placówki dyplomatyczne i konsularne w Polsce: S
Stan na: 23 grudnia 2024

## Saint Kitts i Nevis
Brak placówki obsługującej Polskę.

## Saint Lucia
Brak placówki obsługującej Polskę.

## Saint Vincent i Grenadyny
Brak placówki – Polskę obsługuje Stałe Przedstawicielstwo Saint Vincent i Grenadyny przy ONZ w Nowym Jorku (Stany Zjednoczone).

## Salwador
Brak placówki – Polskę obsługuje Ambasada Republiki Salwadoru w Berlinie (Niemcy).
Konsulat Honorowy Republiki Salwadoru w Warszawie
- szef placówki: Marek Franciszek Kłoczko (konsul honorwy)

## Samoa
Brak nawiązanych stosunków dyplomatycznych.

## San Marino
Brak placówki – Polskę obsługuje ambasador Dario Galassi, rezydujący w San Marino.
Konsulat Honorowy Republiki San Marino w Warszawie
- szef placówki: Rafał Dawid Fleszar (konsul honorowy)

## Senegal

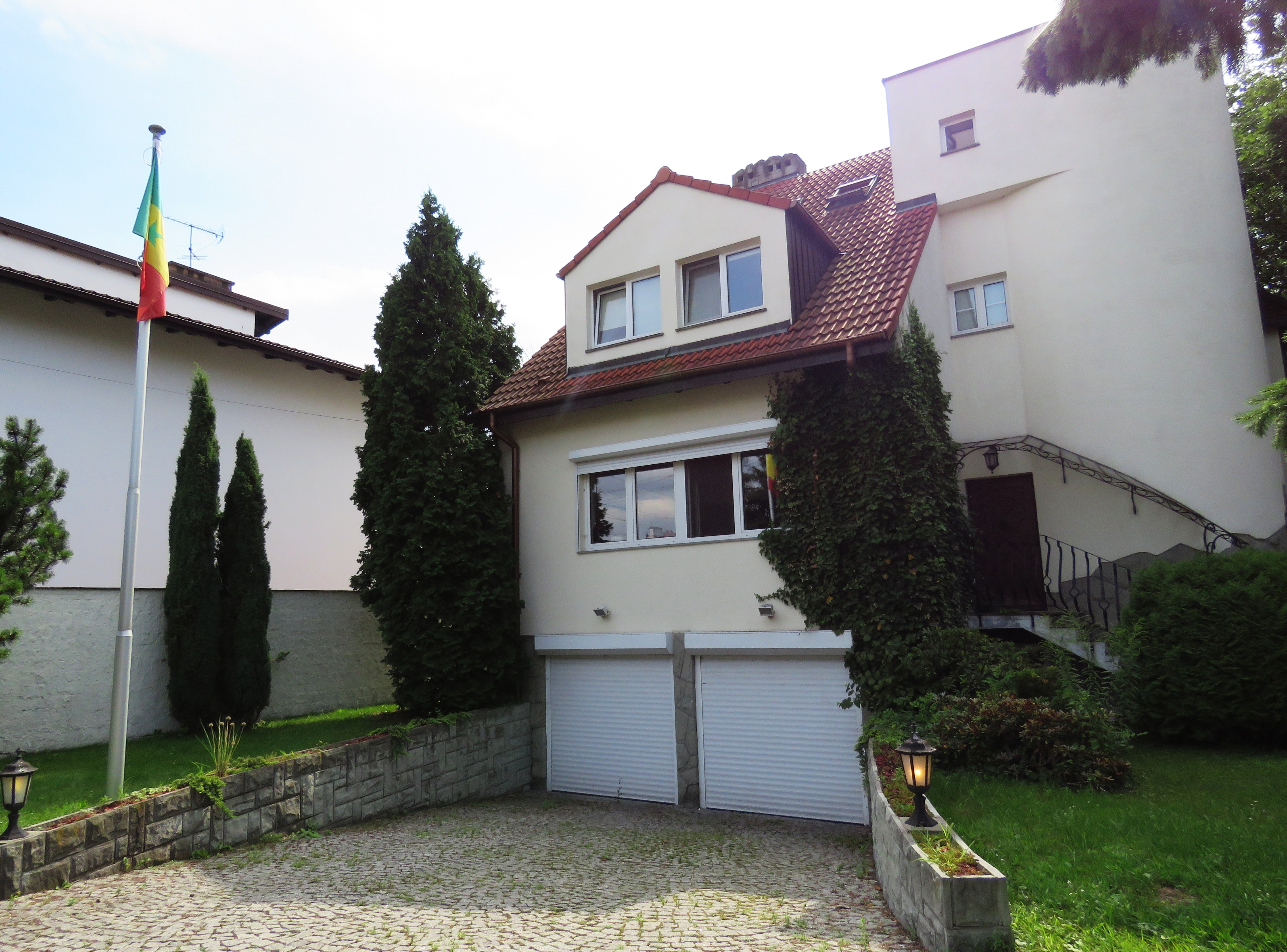
Ambasada Republiki Senegalu przy ul. Biedronki w Warszawie

Ambasada Republiki Senegalu w Warszawie
- szef placówki: Papa Diop (ambasador)

## Serbia

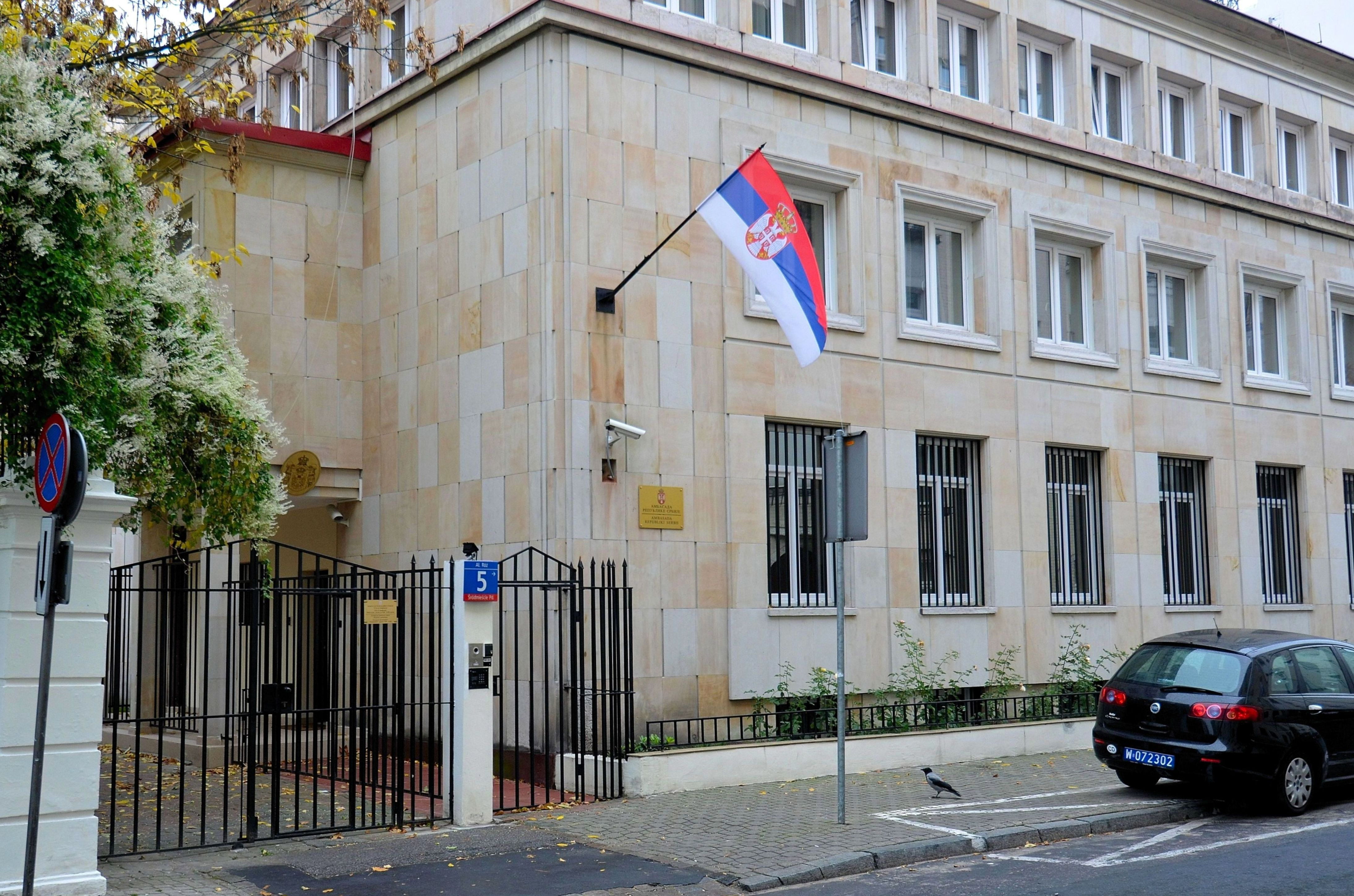
Ambasada Republiki Serbii przy al. Róż w Warszawie

Ambasada Republiki Serbii w Warszawie
- szef placówki: Nebojša Košutić (ambasador)
- Strona oficjalna

Konsulat Honorowy Republiki Serbii w Białymstoku
- szef placówki: Jarosław Antychowicz (konsul honorowy)

Konsulat Honorowy Republiki Serbii w Bydgoszczy
- szef placówki: Maria Lorentowicz-Zagalak (konsul honorowy)

Konsulat Honorowy Republiki Serbii w Katowicach
- szef placówki: Ranko Tomović (konsul honorowy)
- Strona oficjalna

## Seszele
Brak placówki obsługującej Polskę.
Konsulat Honorowy Republiki Seszeli w Gdańsku
- szef placówki: Wiesław Judycki (konsul honorowy)

## Sierra Leone
Brak placówki – Polskę obsługuje Ambasada Republiki Sierra Leone w Moskwie (Rosja).

## Singapur
Brak placówki – obsługą dyplomatyczną i konsularną Polski zajmuje się bezpośrednio Ministerstwo Spraw Zagranicznych Republiki Singapuru w Singapurze.

## Słowacja

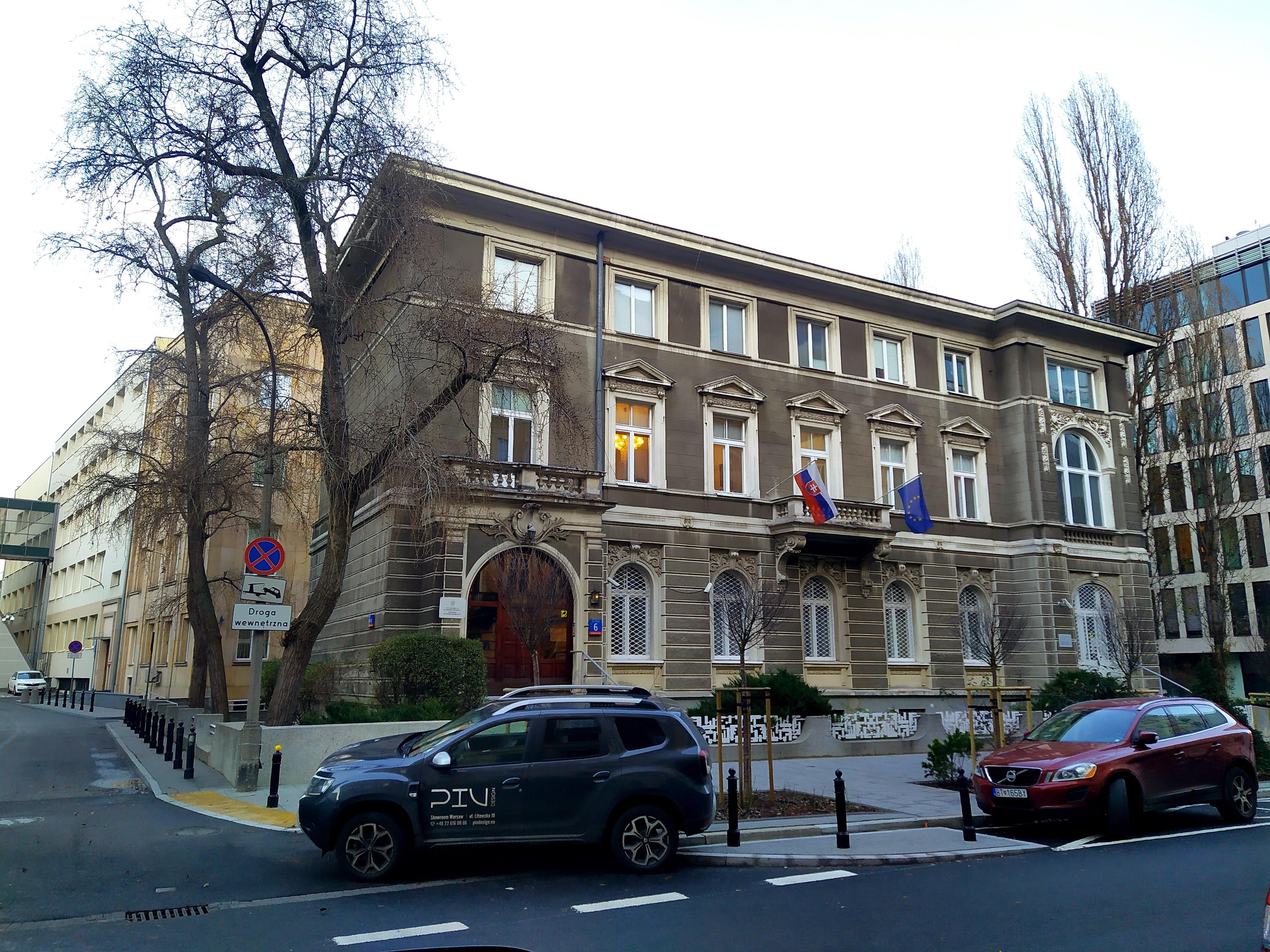
Budynek ambasady Słowacji przy ul. Litewskiej 6 w Warszawie

Ambasada Republiki Słowackiej w Warszawie
- szef placówki: Andrea Elscheková Matisová (ambasador)
- Strona oficjalna

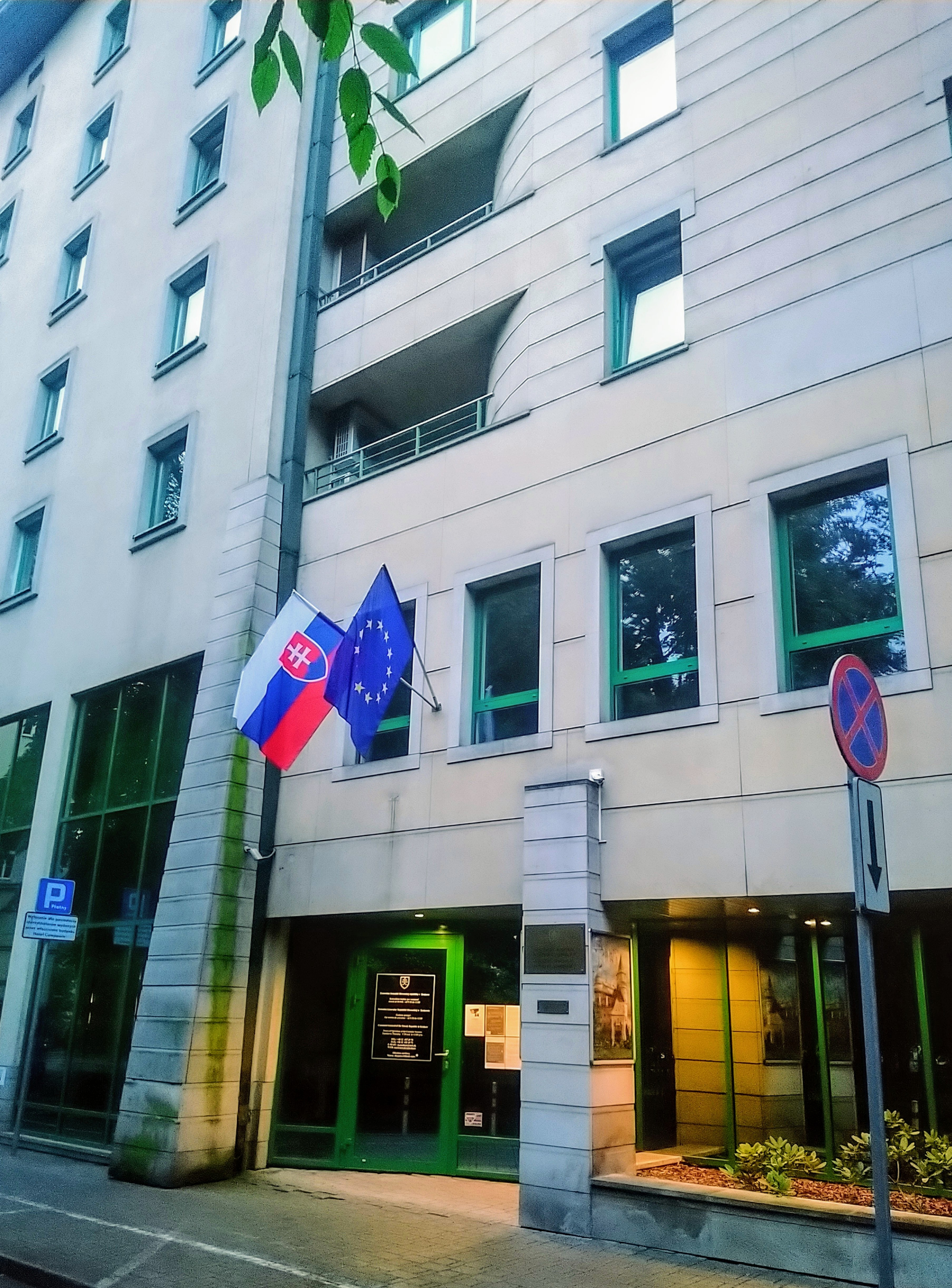
Konsulat Generalny Republiki Słowackiej w Krakowie
- szef placówki: Zlata Šipošová (konsul generalny)
- Strona oficjalna

Konsulat Honorowy Słowacji w Bydgoszczy
- szef placówki: Wiesław Cezary Olszewski (konsul honorowy)
- Strona oficjalna

Konsulat Honorowy Republiki Słowackiej w Gliwicach
- szef placówki: Marian Czerny (konsul honorowy)

Konsulat Honorowy Republiki Słowackiej w Poznaniu
- szef placówki: Piotr Stanisław Styczyński (konsul honorowy)

Konsulat Honorowy Republiki Słowackiej w Rzeszowie
- szef placówki: Adam Tadeusz Góral (konsul honorowy)
- Strona oficjalna

Konsulat Honorowy Republiki Słowackiej w Sopocie
- szef placówki: Jerzy Leśniak (konsul honorowy)

Konsulat Honorowy Republiki Słowackiej we Wrocławiu
- szef placówki: Maciej Piotr Kaczmarski (konsul honorowy)
- Strona oficjalna

Konsulat Honorowy Republiki Słowackiej w Zakopanem
- szef placówki: Wiesław Tadeusz Wojas (konsul honorowy)

## Słowenia

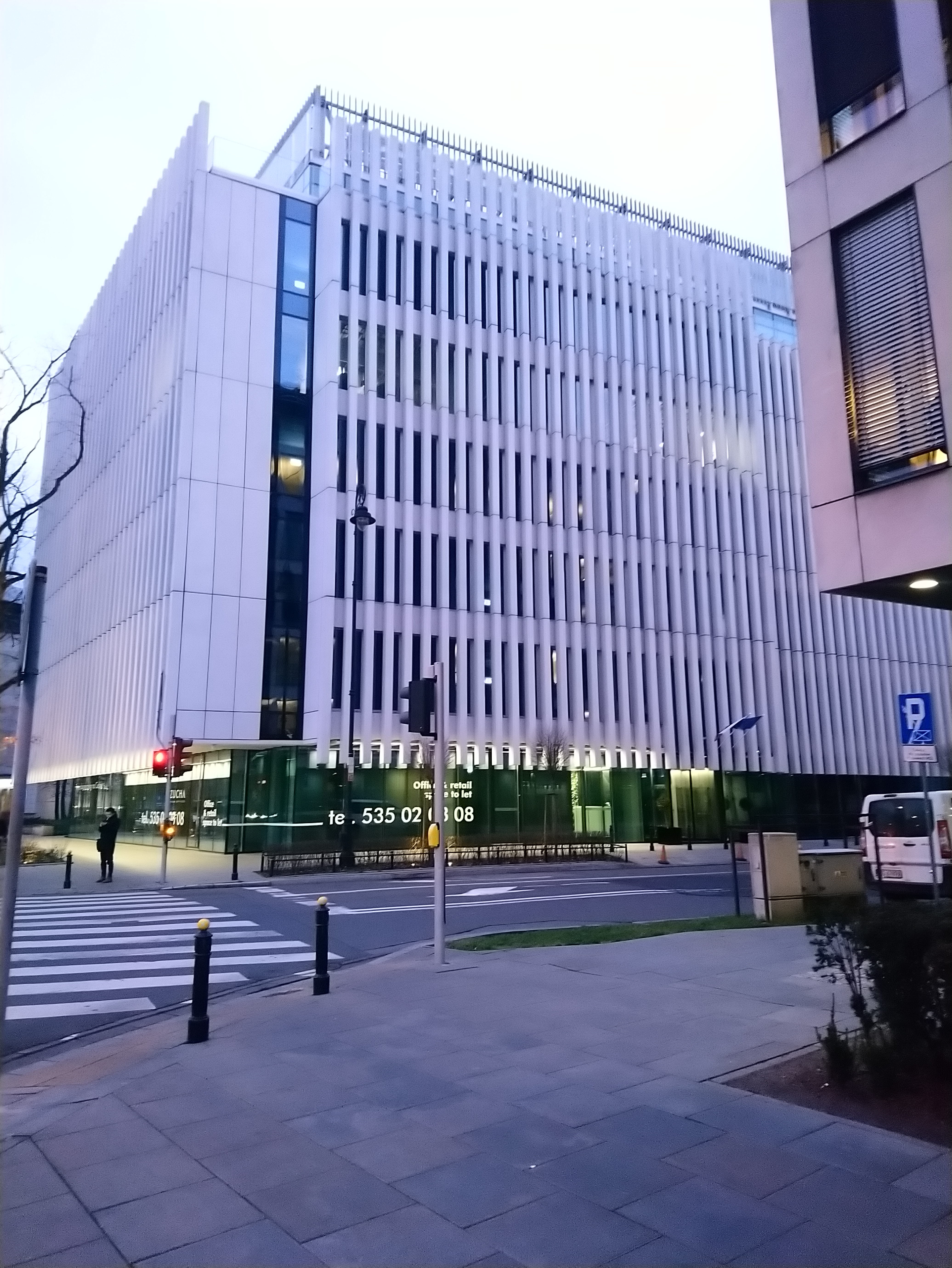
Budynek przy al. Szucha w którym mieści się Ambasada Słowenii

Ambasada Republiki Słowenii w Warszawie
- szef placówki: Bojan Pograjc (ambasador)
- Strona oficjalna

Konsulat Honorowy Republiki Słowenii w Katowicach
- szef placówki: Tomasz Zjawiony (konsul honorowy)
- Strona oficjalna

Konsulat Honorowy Republiki Słowenii w Lublinie
- szef placówki: Tomasz Kalinowski (konsul honorowy)

Konsulat Honorowy Republiki Słowenii w Zielonej Górze
- szef placówki: Janusz Piotr Jasiński (konsul honorowy)

## Somalia
Brak placówki obsługującej Polskę.

## Sri Lanka

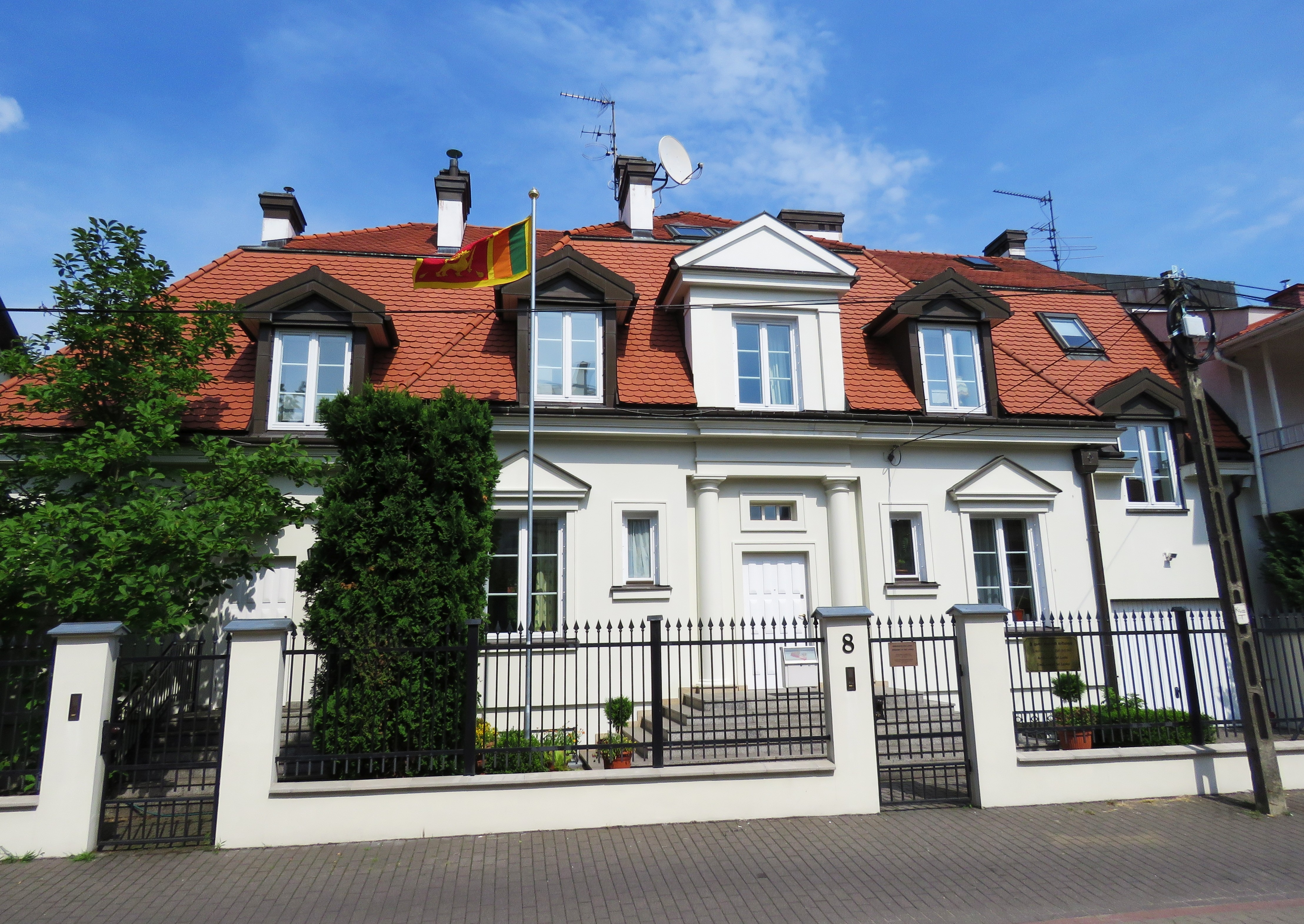
Ambasada Sri Lanki przy ul. Chorągwi Pancernej w Warszawie

Ambasada Demokratyczno-Socjalistycznej Republiki Sri Lanki w Warszawie
- szef placówki: Tapaswarage Priyangika Dharmasena (ambasador)
- Strona oficjalna

Konsulat Honorowy Demokratyczno-Socjalistycznej Republiki Sri Lanki w Gdańsku
- szef placówki: Jacek Jan Czauderna (konsul honorowy)

## Stany Zjednoczone

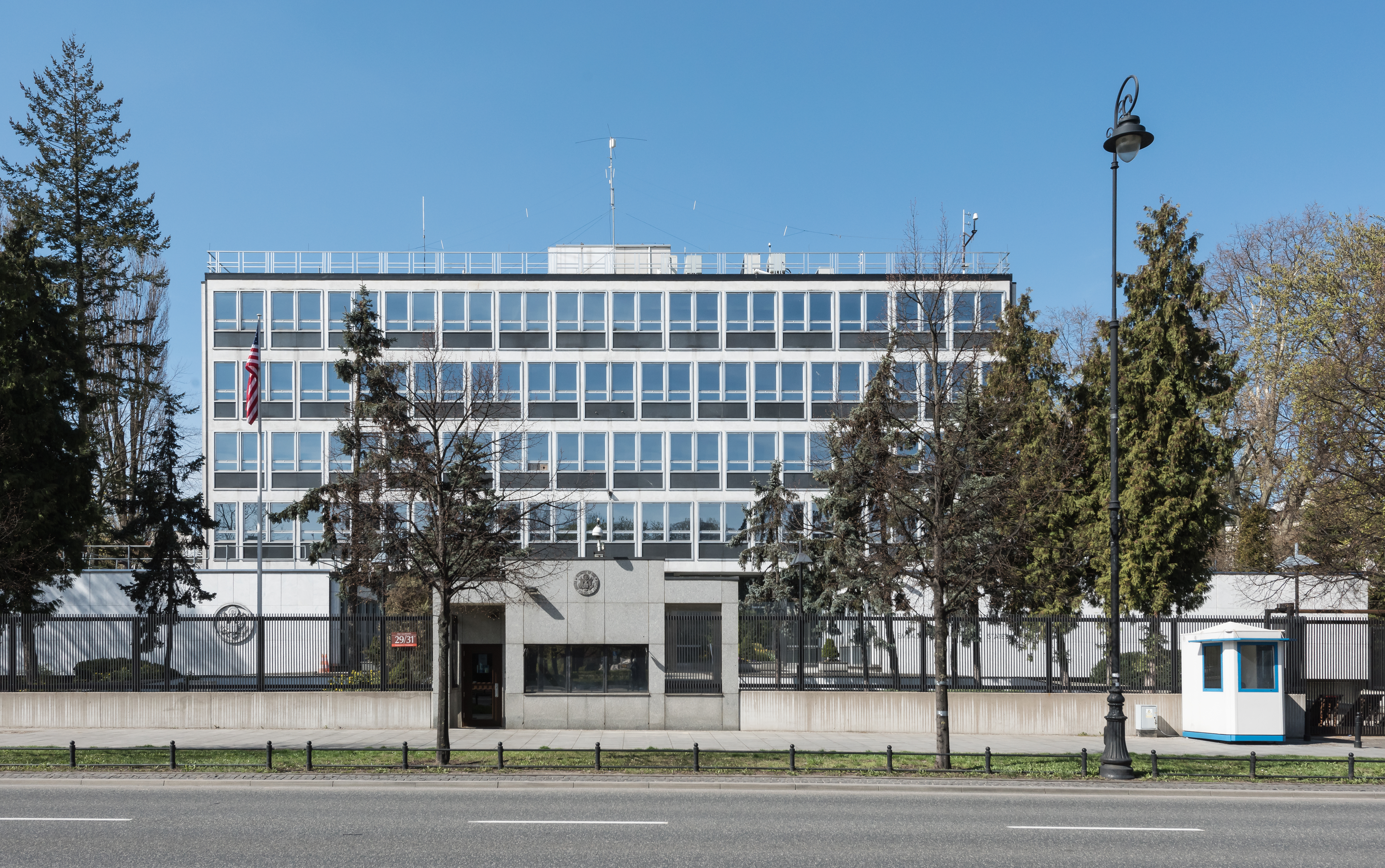
Ambasada Stanów Zjednoczonych Ameryki w Alejach Ujazdowskich w Warszawie

Ambasada Stanów Zjednoczonych Ameryki w Warszawie
- szef placówki: Daniel Lawton (chargé d’affaires)
- Strona oficjalna

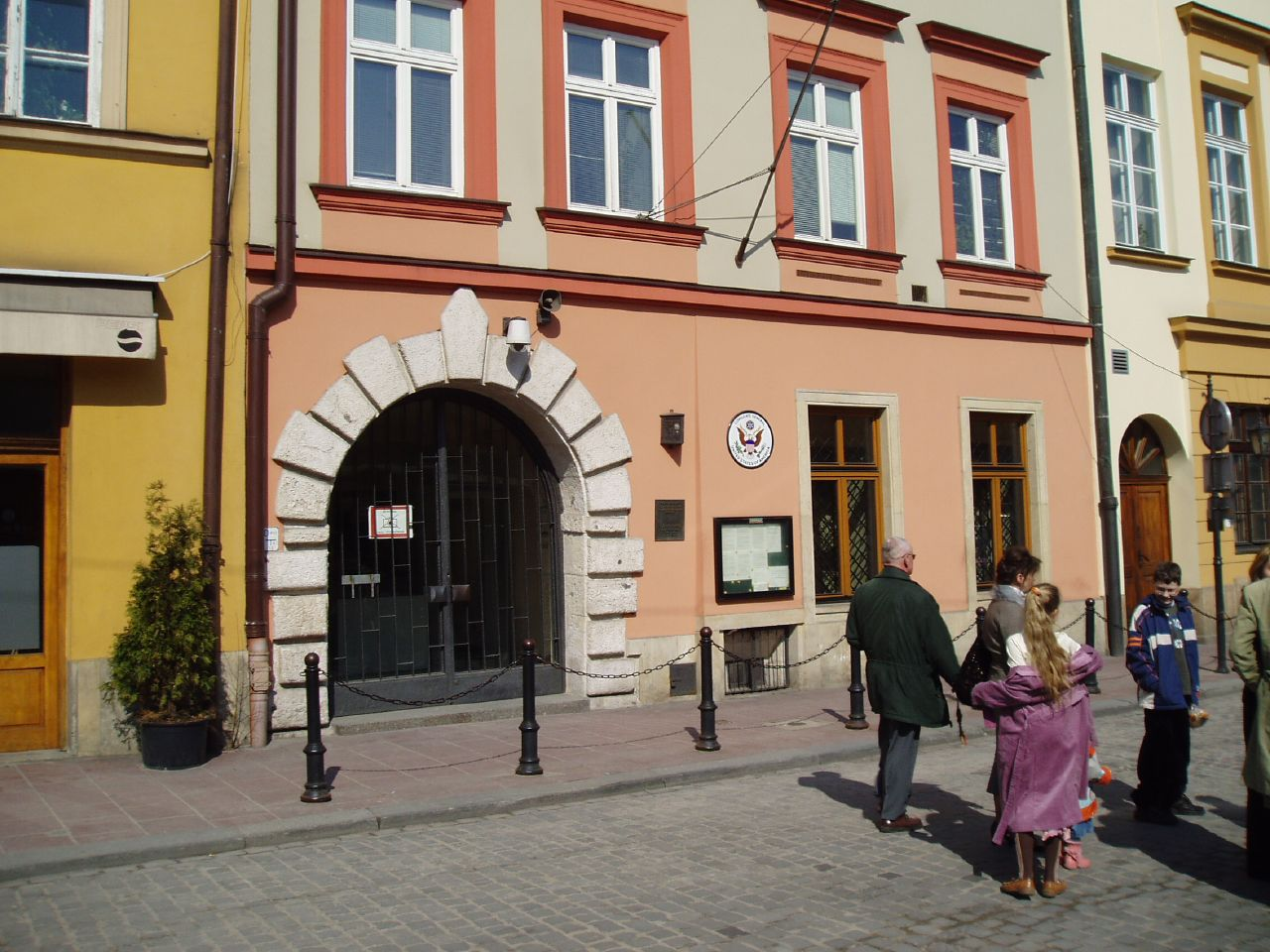
Konsulat Generalny Stanów Zjednoczonych Ameryki w Krakowie
- szef placówki: Erin Nickerson (konsul generalny)
- Strona oficjalna

Agencja Konsularna Stanów Zjednoczonych Ameryki w Poznaniu
- szef placówki: Monika Piotrowska (konsul honorowy - agent konsularny)

## Sudan
Brak placówki – Polskę obsługuje Ambasada Republiki Sudanu w Berlinie (Niemcy).

## Sudan Południowy
Brak placówki obsługującej Polskę.

## Surinam
Brak placówki obsługującej Polskę.

## Syria

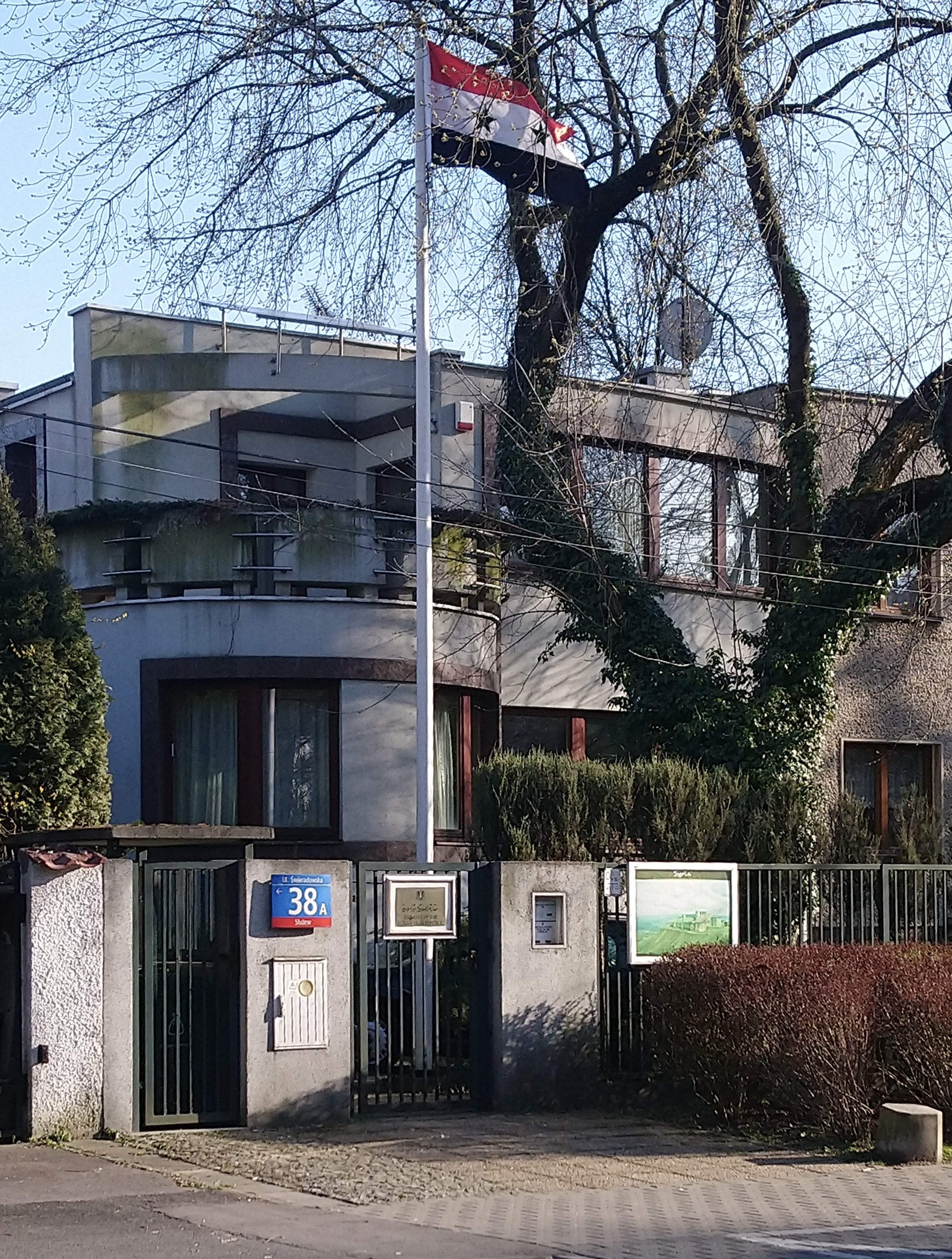
Ambasada Syrii przy ul. Świeradowskiej w Warszawie

Ambasada Syryjskiej Republiki Arabskiej w Warszawie
- szef placówki: Radwan Loutfi (chargé d’affaires)
- Strona oficjalna. syrianembassy.com.pl. [zarchiwizowane z tego adresu (2020-02-17)].

## Szwajcaria

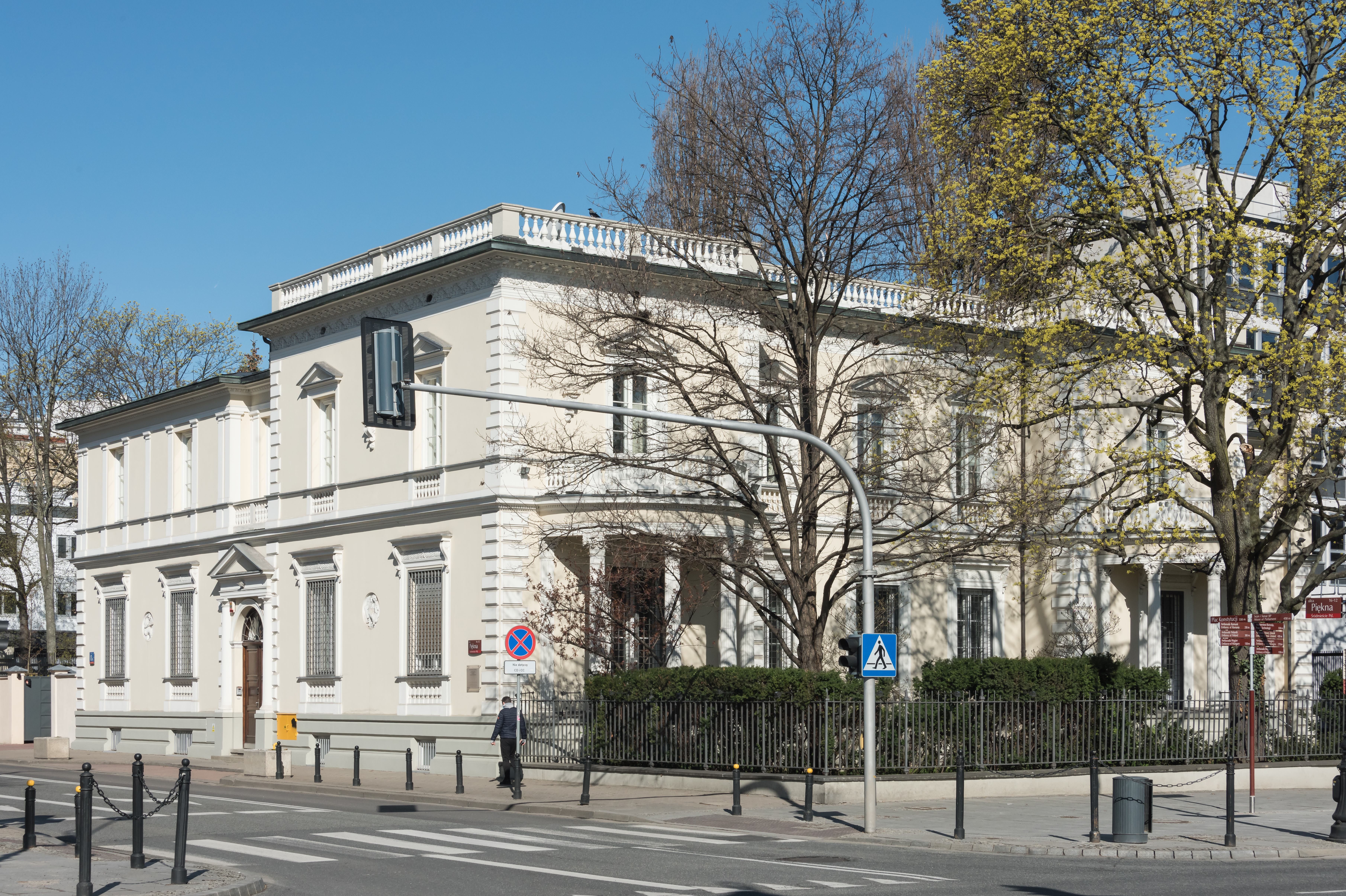
Siedziba ambasady Szwajcarii w Alejach Ujazdowskich w Warszawie

Ambasada Konfederacji Szwajcarskiej w Warszawie
- szef placówki: Fabrice Filliez (ambasador)
- Strona oficjalna

## Szwecja

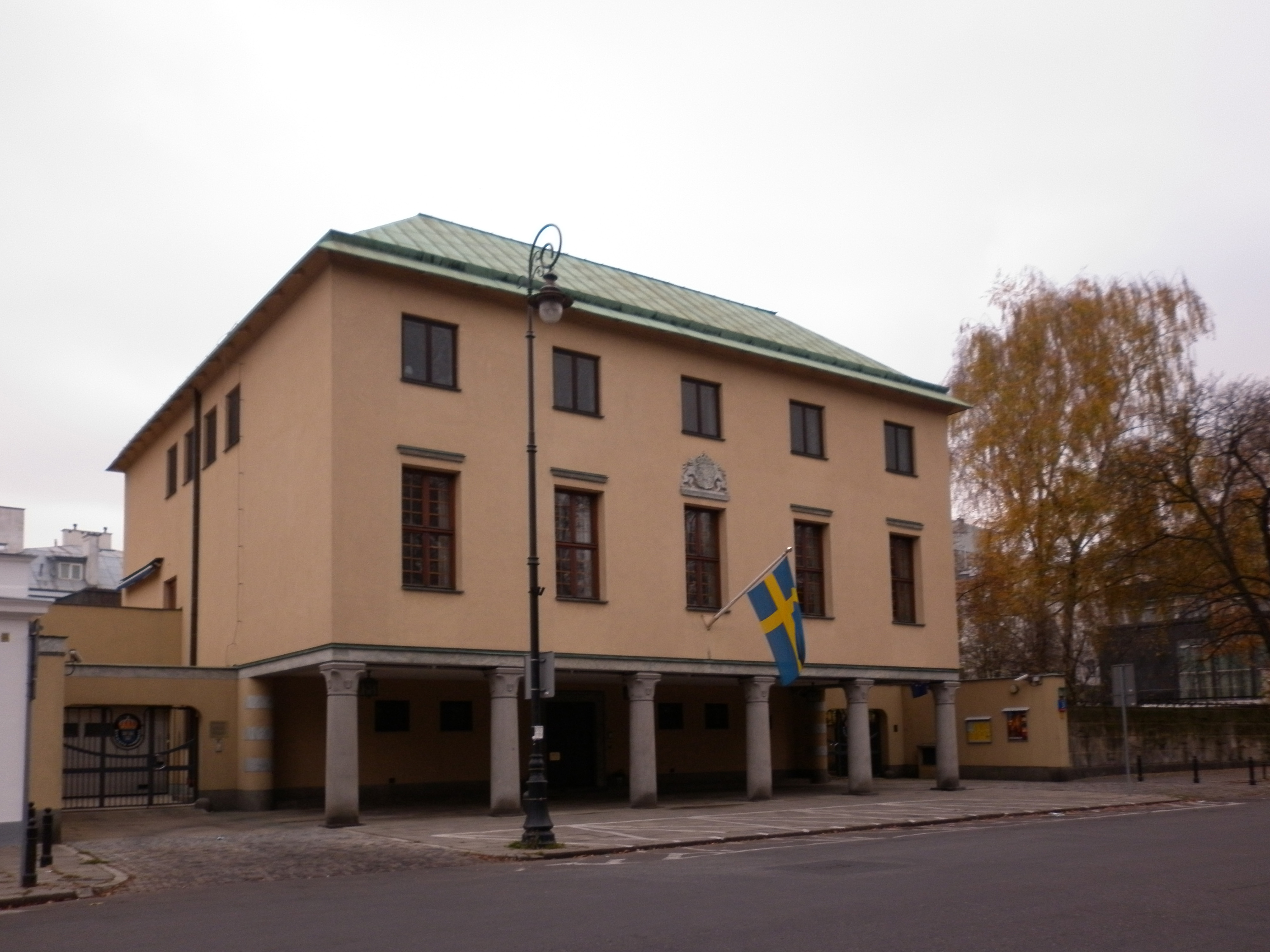
Ambasada Szwecji przy ulicy Bagatela w Warszawie

Ambasada Królestwa Szwecji w Warszawie
- szef placówki: Andreas von Beckerath (ambasador)
- Strona oficjalna

Konsulat Honorowy Królestwa Szwecji w Gdańsku
- szef placówki: Magdalena Pramfelt (konsul honorowy)

Konsulat Honorowy Królestwa Szwecji w Krakowie
- szef placówki: Lidia Wiszniewska (konsul honorowy)

Konsulat Honorowy Królestwa Szwecji w Szczecinie
- szef placówki: Marek Czernis (konsul honorowy)
- Strona oficjalna

Konsulat Honorowy Królestwa Szwecji we Wrocławiu
- szef placówki: Piotr Słoniński (konsul honorowy)